# HMS Punjabi
HMS Punjabi – brytyjski niszczyciel z okresu II wojny światowej, typu Tribal, w służbie Royal Navy od 1939. Nosił znaki taktyczne F21, G21. Podczas wojny służył w kampanii norweskiej, na Atlantyku i w Arktyce, gdzie zatonął w kolizji 1 maja 1942.
Podczas służby otrzymał wyróżnienia bitewne (battle honours): Narwik 1940, Atlantyk 1940, Norwegia 1941, operacja przeciw pancernikowi Bismarck 1941, Arktyka 1942

## Budowa
Okręt zamówiono 19 czerwca 1936 w ramach programu z 1936 roku w stoczni Scotts Shipbuilding & Engineering w Greenock, wraz z niszczycielem HMS „Matabele”. Stępkę pod jego budowę położono 1 października 1937. Kadłub wodowano 18 grudnia 1937, a okręt wszedł do służby w brytyjskiej marynarce Royal Navy 29 marca 1939 jako pierwszy okręt brytyjski noszący tę nazwę (Pendżabczyk). Koszt budowy, bez uzbrojenia i wyposażenia łączności, wynosił 343.005 funtów szt..

## Służba w skrócie

### Przed wojną i początek II wojny światowej
„Punjabi” wszedł do służby w składzie 2. Flotylli Niszczycieli Tribal Floty Metropolii (Home Fleet), przemianowanej wkrótce na 6. Flotyllę. 1 czerwca 1939 uczestniczył w bezskutecznych poszukiwaniach zaginionego okrętu podwodnego HMS „Thetis”.
Po wybuchu II wojny światowej okręt głównie patrolował na Morzu Północnym i północno-zachodnich podejściach do Wysp Brytyjskich oraz działał z siłami głównymi floty. Bazował wraz z 6. Flotyllą w Scapa Flow. 2 grudnia 1939 uszkodził dziób w kolizji ze statkiem SS „Lairdscrest” i do 29 lutego 1940 był naprawiany w Govan.

### Kampania norweska 1940
Tuż przed niemieckim atakiem na Norwegię, 7 kwietnia 1940 „Punjabi” wyszedł w morze ze Scapa Flow w osłonie głównych sił Floty Metropolii adm. Forbesa, w bezskutecznym poszukiwaniu niemieckich okrętów. 8 kwietnia został wysłany z zespołem mającym wesprzeć niszczyciel HMS „Glowworm”, lecz ten w tym czasie już został zatopiony. 9 kwietnia rano okręty te zostały skierowane do patrolowania pod Vestfjordem (już po wysadzeniu w tym fiordzie desantu z niemieckich niszczycieli na Narwik) i podjęły blokadę fiordu (napotkanie HMS „Penelope”, „Punjabi” i „Kimberley” zmusiło niemieckie niszczyciele „Erich Giese” i „Wolfgang Zenker” do zarzucenia próby przedarcia się z fiordu 10 kwietnia).
13 kwietnia „Punjabi” z 8 innymi niszczycielami i pancernikiem HMS „Warspite” wziął aktywny udział w drugiej bitwie pod Narwikiem. Podczas bitwy, wziął udział w zatopieniu niszczyciela „Erich Koellner”, a następnie walce z niszczycielami „Wolfgang Zenker”, „Bernd von Arnim”, „Hans Lüdemann”, „Hermann Künne”, w której został dość poważnie uszkodzony 6 trafieniami (m.in. miał dziurę w burtach na dziobie i wybuchł na nim pożar). W następstwie uszkodzeń wyszedł z akcji, lecz po godzinie przywrócono mu sprawność (według innych źródeł, uszkodzeniu uległ później, w walce z niszczycielami „Diether von Roeder” i „Erich Giese”). Zginęło 6 ludzi i raniono 17, z czego 1 zmarł.
Po prowizorycznej naprawie w Skjelfjordzie na Lofotach, powrócił do Wielkiej Brytanii, gdzie był remontowany od 28 kwietnia do 12 czerwca w Devonport. Podczas remontu zastąpiono 2 działa 120 mm na rufowej pozycji X przez działa przeciwlotnicze 102 mm (podobnie, jak na innych okrętach tego typu). Zmieniono wówczas znak taktyczny z F21 na G21.

### Flota Metropolii, 1940–1942
Od 17 czerwca 1940 „Punjabi” brał udział w ewakuacji żołnierzy z Saint-Nazaire we Francji, m.in. 20 czerwca ewakuował polskich żołnierzy. Następnie, od końca czerwca powrócił do służby we Flocie Metropolii, patrolując i osłaniając okręty oraz konwoje w okolicach Wysp Brytyjskich. Od marca do kwietnia 1941 był remontowany i otrzymał wówczas radar Type 286.
24 maja brał udział w eskorcie pancernika HMS „King George V” i lotniskowca HMS „Victorious” podczas poszukiwań pancernika „Bismarck”, lecz 25 maja odszedł do Hvalfjörður na Islandii dla uzupełnienia paliwa, a 28 maja do Londonderry. Eskortował następnie „King George V” powracający po operacji.

### Arktyka 1941–1942
W dniach 27 lipca – 2 sierpnia 1941 wraz z krążownikami HMS „Aurora” i „Nigeria” oraz niszczycielem „Punjabi” rozpoznawał rejon Spitsbergenu oraz Wyspy Niedźwiedziej (operacja FB). 1 sierpnia 1941 HMS „Punjabi” i „Tartar” ewakuowały norweską ludność z Wyspy Niedźwiedziej i patrolowały u wybrzeży Norwegii. Od 30 sierpnia do 15 września „Punjabi” wraz z HMS „Matabele”, „Somali” i  krążownikiem HMS „Shropshire” eskortował do ZSRR  i z powrotem lotniskowiec HMS „Argus” dostarczający brytyjskie myśliwce Hawker Hurricane i personel do Archangielska (operacja Strength). Od grudnia 1941 do stycznia 1942 był remontowany w stoczni Hawthorn Leslie w Hebburn.
Na początku marca 1942 „Punjabi” brał udział w silnym zespole osłaniającym konwój arktyczny do ZSRR PQ-12 oraz powrotny QP-8 (m.in. z pancernikami HMS „King George V”, „Duke of York” i krążownikiem liniowym HMS „Renown” i lotniskowcem HMS „Victorious”). 11 marca z innymi niszczycielami poszukiwał bezskutecznie „Tirpitza” pod Bodø.
Od 10 kwietnia brał udział w zespole eskortującym konwój powrotny QP-10. 13 kwietnia był atakowany bezskutecznie przez okręt podwodny U-435. 21 kwietnia odłączony został od konwoju, który przybył do Reykjavíku.

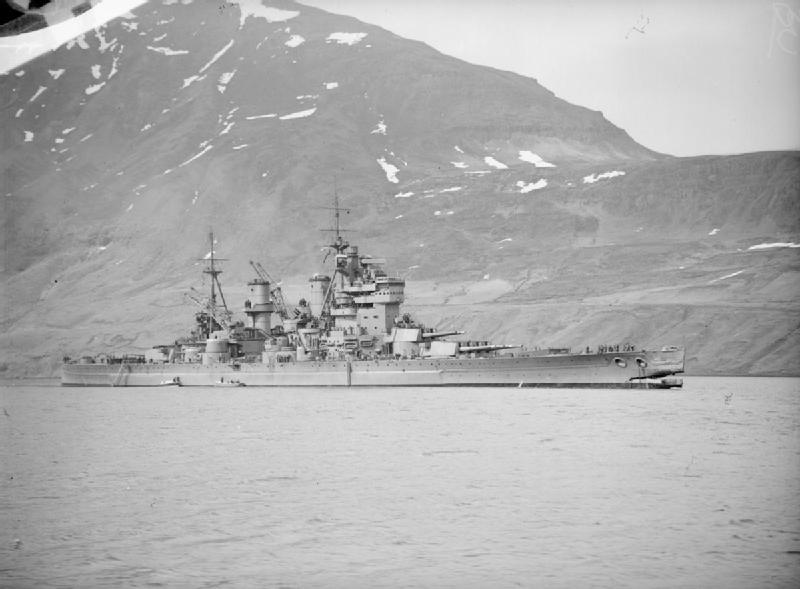
Pancernik HMS „King George V” z uszkodzonym dziobem po kolizji

Następnie, 26 kwietnia „Punjabi” został przydzielony do sił głównych osłaniających konwój PQ-15 (m.in. z pancernikami HMS „King George V” i amerykańskim USS „Washington” oraz lotniskowcem „Victorious”). 29 kwietnia zespół wyruszył z Hvalfjörður na Islandii. 1 maja „Punjabi” został we mgle staranowany przez pancernik HMS „King George V”, po czym przełamał się na dwie części. Część rufowa szybko zatonęła, przy czym eksplodowały bomby głębinowe niszczyciela. Przez pozostałości przepłynęły w szyku torowym oba pancerniki, przy czym „Washington” doznał uszkodzeń urządzeń od wstrząsów przy wybuchach. Uratowano 169 osób z części dziobowej i 40 wyciągnięto z morza. Zginęło 49 osób.

## Dane
Szczegółowy opis i dane techniczne w artykule niszczyciele typu Tribal (1936).

### Uzbrojenie
1939-1940:
- 8 dział kalibru 120 mm (4.7in) QF Mk XII na podwójnych podstawach CP Mk XIX, osłoniętych maskami (4xII)
  - długość lufy: L/45 (45 kalibrów), donośność maksymalna 15 520 m, kąt podniesienia +40°, masa pocisku 22,7 kg, zapas amunicji 300 pocisków na działo (w tym 50 oświetlających)
- 4 automatyczne działka przeciwlotnicze 40 mm Vickers Mk VIII pom-pom, poczwórnie sprzężone na podstawie Mk VII (1xIV)
  - długość lufy: L/39, donośność skuteczna w poziomie 3475 m, w pionie 1555 m, kąt podniesienia +80°, masa pocisku 0,907 kg,
- 8 wkm plot Vickers 12,7 mm, poczwórnie sprzężone (2xIV)
- 4 wyrzutnie torpedowe 533 mm  QR Mk IX (1xIV) (4 torpedy Mk IX)
- 1 zrzutnia (na 3 bomby) i 2 miotacze bomb głębinowych (20 bomb głębinowych)

czerwiec 1940-1942
- 6 dział 120 mm (4.7in) QF Mk XII na podwójnych podstawach CP Mk XIX, osłoniętych maskami (3xII)
- 2 działa uniwersalne 102 mm Mk XVI na podwójnej podstawie Mk XIX, osłonięte maską (1xII)
  - długość lufy: L/45, donośność maksymalna 18 150 m, w pionie 11 890 m, kąt podniesienia +80°, masa pocisku 15,88 kg
- 4 automatyczne działka plot 40 mm Vickers Mk VIII pom-pom, poczwórnie sprzężone na podstawie Mk VII (1xIV)
- 2-6 automatycznych działek plot 20 mm Oerlikon, pojedynczych (dodawane na okrętach typu Tribal sukcesywnie od ok. połowy 1941)*
- 8 wkm plot 12,7 mm Vickers (2xIV) (do 1942, zastąpione przez działka 20 mm?)*
- 4 wyrzutnie torpedowe 533 mm QR Mk IX (1xIV) (4 torpedy Mk IX)
- 1 zrzutnia (na 3 bomby) i 2 miotacze bomb głębinowych (20-30 bomb głębinowych)

*- Brak szczegółowych danych w dostępnych publikacjach, czy    "Punjabi" otrzymał działka 20 mm i ile oraz czy zastąpiły one wkm-y 12,7 mm przed zatopieniem okrętu.

### Wyposażenie
- hydrolokator Asdic
- system kierowania ogniem artylerii: główny dalmierz i punkt kierowania ogniem Mk I, 3,6-metrowy dalmierz i punkt kierowania ogniem przeciwlotniczym Mk II (na nadbudówce dziobowej)
- radar dozoru powietrznego Typ 286M (od kwietnia 1941)[3]